# Hrastnik
Hrastnik este un oraș din comuna Hrastnik, Slovenia, cu o populație de 6.673 de locuitori.